# Кузнецов, Вячеслав Николаевич (депутат)
Вячеслав Николаевич Кузнецов (бел. Вячаслаў Мікалаевіч Кузняцоў; род. 21 февраля 1947) — белорусский политик и дипломат.

## Биография
Окончил Минский радиотехнический институт.
В 1990 году был избран в Верховный Совет Белорусской ССР от Кольцовского избирательного округа города Минска. Был членом комиссии Верховного Совета республики по вопросам работы Совета народных депутатов и развития самоуправления.
В 1992—1995 годах был первым заместителем председателя Верховного Совета Республики Беларусь. В частности, в течение 26-28 января 1994 года был исполняющим обязанности председателя Верховного Совета (главы государства) в период между отставкой Шушкевича и избранием Мечислава Гриба.
27 февраля 1995 года был назначен Чрезвычайным и Полномочным Послом Республики Беларусь в Китайской Народной Республике, поэтому 10 апреля 1995 года вышел из состава Верховного Совета. 9 октября 1998 года назначен послом Беларуси в Монголии (по совместительству). Совмещал обе эти должности до 10 марта 2000 года.
С 2000 по 2008 год был постоянным представителем Республики Беларусь при органах СНГ.

## Награды
- Почётная грамота Совета Министров Республики Беларусь.
- Грамота Содружества Независимых Государств (10 октября 2008 года) — за активную работу по укреплению и развитию Содружества Независимых Государств[4].